# Болуань Фаньчжэн

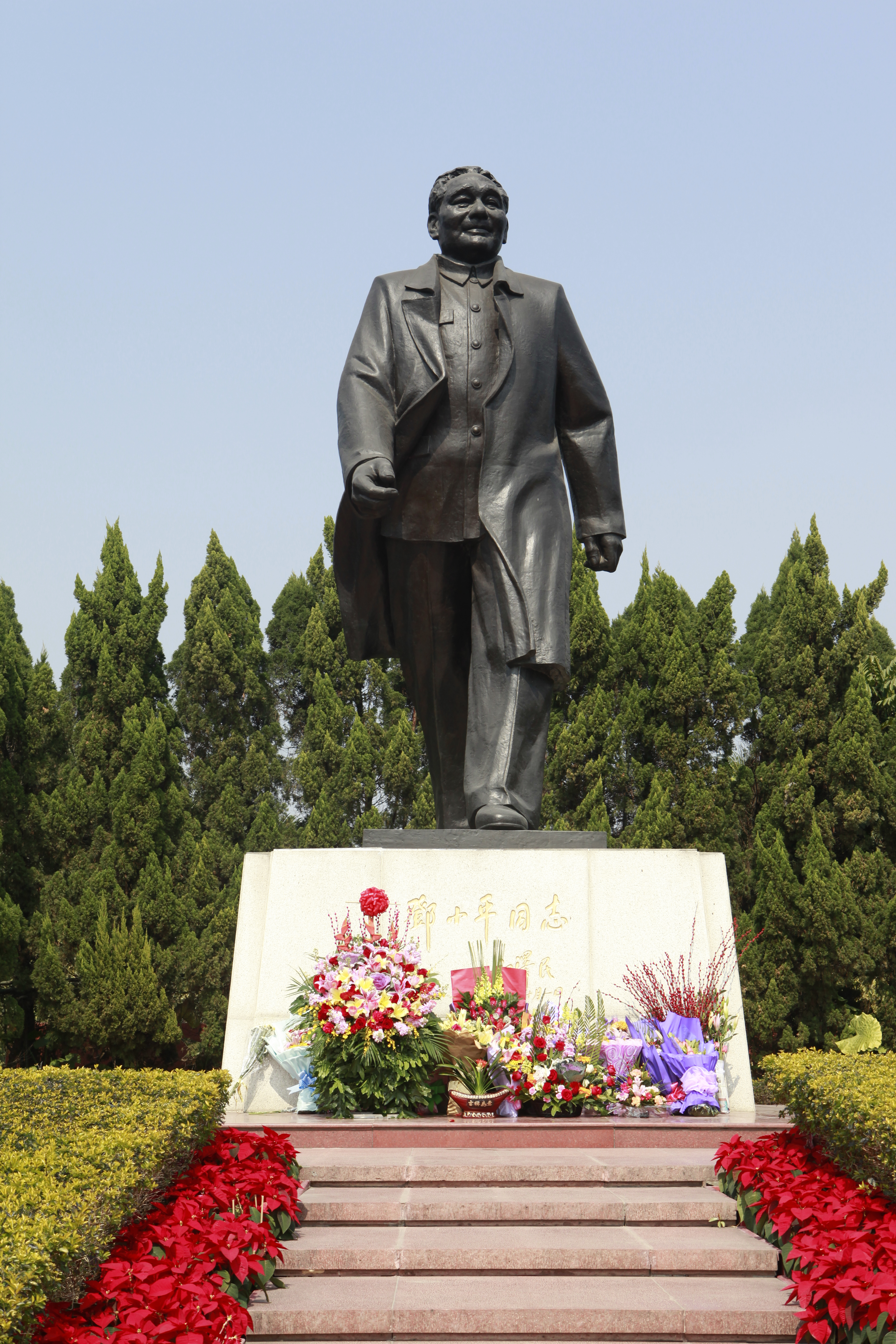
Статуя Дэн Сяопина в Парк Ляньхуашань в Шэньчжэне, Китай

Болуань Фаньчжэн (кит. трад. 撥亂反正, упр. 拨乱反正, пиньинь Bōluàn Fǎnzhèng, буквально означает «выправление ошибочного и восстановление правильного») — период в истории Китайской Народной Республики, в течение которого Дэн Сяопин, в то время верховный лидер Китая, возглавил программу по преодолению последствий Культурной революции, ранее начатой Мао Цзэдуном. В ходе реализации программы постепенно была прекращена маоистская политика, реабилитированы миллионы жертв, подвергшиеся преследованию во времена Мао, инициированы социально-политические реформы, направленные на возвращение страны к гражданскому миру и порядку. Период Болуань Фаньчжэн считается важным переходным периодом в истории Китая; он послужил прологом к исторической политике реформ и открытости, начавшейся 18 декабря 1978 года.
После окончания Культурной революции в 1976 году Дэн Сяопин впервые предложил идею «Болуань Фаньчжэн» в сентябре 1977 года. С помощью своих союзников, таких как Ху Яобан, который позже стал Генеральным секретарём Коммунистической партии Китая (КПК), Дэн смог запустить программу Болуань Фаньчжэн и стал де-факто верховным лидером Китая в декабре 1978 года на 3-м пленарном заседании ЦК КПК 11-го созыва. Период Болуань Фаньчжэн длился до начала 1980-х годов, после чего основной акцент КПК и правительства Китая сместился с «классовой борьбы» на «экономическое строительство» и «модернизацию».
Период Болуань Фаньчжэн характеризовался многочисленными дискуссиями, в том числе об отношении к Мао Цзэдуну, включении «Четырёх основных принципов» в конституцию Китая для сохранения однопартийного государства, а также спорами о правовой ответственности руководителей и исполнителей массовых убийств, осуществлявшихся в рамках Культурной революции, итогом которых стало их практически полное освобождение от ответственности. Документы, связанные с Культурной революцией, не были полностью рассекречены, по ним до сих пор ограничены академические исследования, как и публичные обсуждения революции в китайском обществе. После того, как Си Цзиньпин стал Генеральным секретарём ЦК КПК в 2012 году, некоторые реформы, проведённые в период Болуань Фаньчжэн, были постепенно отменены, что вызвало опасения по поводу возможности новой Культурной революции.

## Терминология
Выражение Болуань Фаньчжэн (кит. 拨乱反正) — это чэнъюй (китайская идиома), впервые появившаяся в анналах «Вёсен и осеней» древнего Китая. Идиома означает «исправление ошибок и возвращение к норме».
19 сентября 1977 года Дэн Сяопин впервые предложил идею «Болуань Фаньчжэн» во время встречи с высокопоставленными чиновниками Министерства образования Китая, прося чиновников исправить ошибки Культурной революции в области образования.

## Идеология

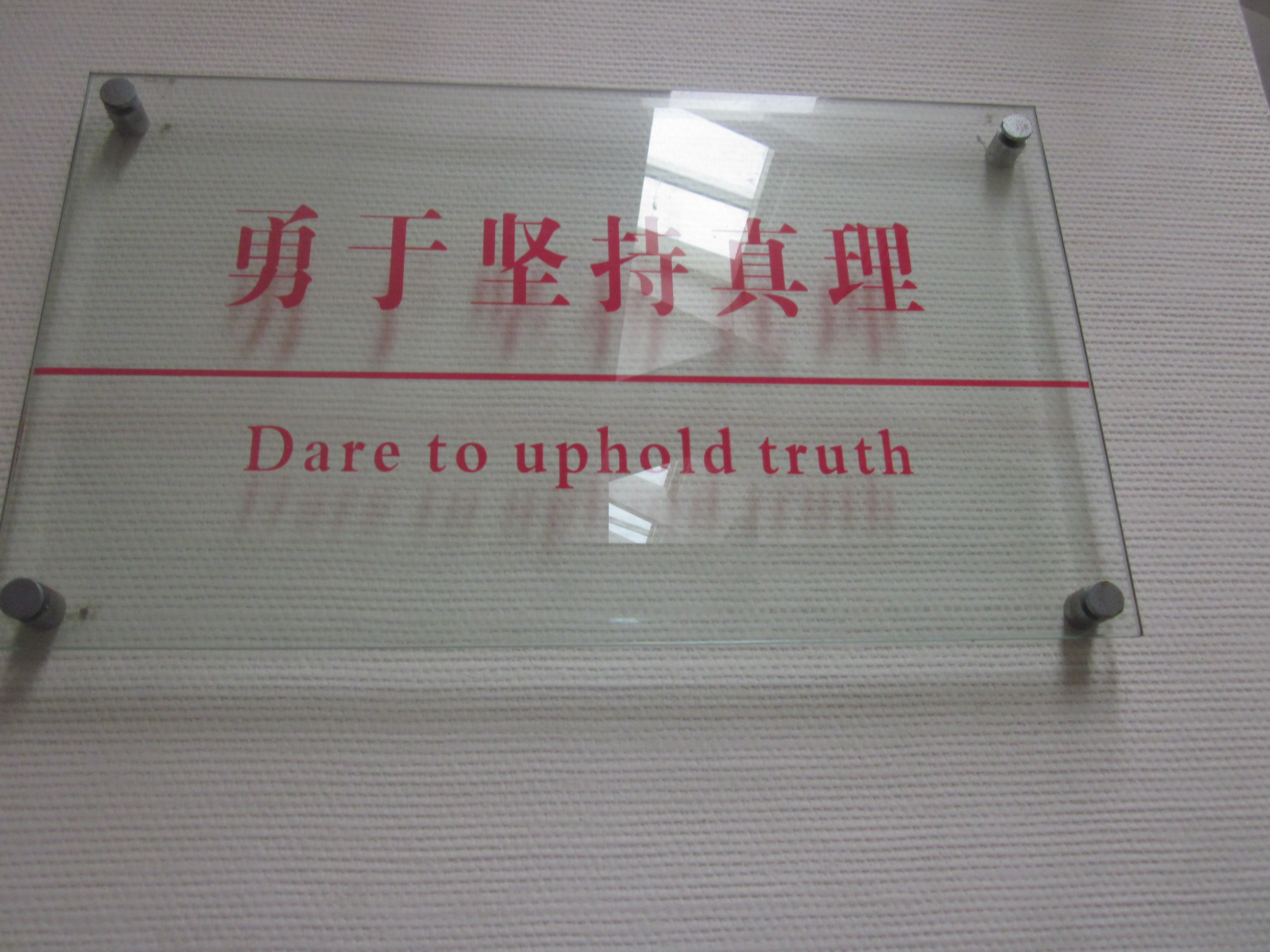
Надпись «Имейте смелость придерживаться правды» (勇于坚持真理) внутри бывшей резиденции Ху Яобана

### Споры о критериях проверки истины
После смерти Мао Цзэдуна в сентябре 1976 года Хуа Гофэн сменил Мао на посту председателя ЦК КПК и председателя Центрального военного совета. Хуа в основном продолжал маоистскую политику и предлагал «два абсолюта»: «что бы ни сказал председатель Мао, скажем и мы; что бы ни сделал председатель Мао, сделаем и мы».
В июле 1977 года при поддержке высокопоставленных чиновников, таких как Е Цзяньин и Чэнь Юнь, Дэн Сяопин был реабилитирован после того, как Мао дважды подверг его чистке во время Культурной революции. В мае 1978 года Дэн вместе с Ху Яобаном и другими начали широкомасштабную дискуссию по всему Китаю, обсуждая критерии проверки истины и критикуя принцип «двух абсолютов». Дэн вместе со своими союзниками поддержали мнение о том, что «практика — единственный критерий истины», которое впервые появилось в статье, опубликованной Гуанмин жибао, и получило широкую поддержку в китайском обществе.
13 декабря 1978 года Дэн произнёс речь на закрытии рабочего совещания ЦК КПК, собранного для подготовки к 3-му пленуму ЦК КПК 11-го созыва. В речи под названием «Раскрепостить сознание, исходить из фактов, сплотиться воедино и смотреть вперёд» (кит. 解放思想 ， 实事求是 ， 团结一致 向前看) Дэн призвал китайцев искать истину в фактах и указал, что если партия, страна и народ будут продолжать следовать цитатам председателя Мао с упрямым упорством и слепыми предрассудками, то они никогда не продвинутся вперёд и погибнут. По итогам пленума он заменил Хуа Гофэна и стал верховным лидером Китая.

### Упразднение Культурной революции

Ху Яобан, тогдашний генеральный секретарь Коммунистической партии Китая, помог Дэн Сяопину запустить «Болуань Фаньчжэн», и Дэн поручил ему взять на себя ответственность за реабилитацию миллионов жертв, подвергшихся преследованиям во время Культурной революции

9 сентября 1976 года Мао Цзэдун умер, а 6 октября Хуа Гофэн вместе с Е Цзяньином и Ван Дунсином арестовали «Банду четырёх», положив конец Культурной революции. С 20 ноября 1980 года по 25 января 1981 года специальный суд при Верховном народном суде провёл судебное разбирательство по делу «Банды четырёх» и ещё шести человек, в конечном итоге объявив смертную казнь с двухлетней отсрочкой исполнения приговора для Цзян Цин и Чжан Чуньцяо и тюремное заключение с различными сроками вплоть до пожизненного заключения для других подсудимых.
В конце 1970-х годов Дэн Сяопин и его союзники начали демонтировать маоистскую линию «непрерывной классовой борьбы», переводя внимание КПК и китайского правительства на экономическое строительство и модернизацию. В 1980—1981 годах Хуа Гофэн в конце концов ушёл с поста председателя КПК, председателя Центральной военной комиссии и премьер-министра Китайской Народной Республики.
В июне 1981 года на 6-м пленарном заседании Центрального комитета КПК 11-го созыва была единогласно принята резолюция, составленная Дэном и другими, которая полностью упраздняла Культурную революцию, называла её «национальным хаосом, начатым по ошибке лидером (Мао Цзэдуном) и использованным контрреволюционными бандами (Линь Бяо и Бандой четырёх)» и констатировала, что Культурная революция «стала причиной самых серьёзных неудач и самых тяжёлых потерь, понесённых партией, страной и народом с момента основания Народной Республики».

## Политика и право

### Реабилитация жертв
В период Болуань Фаньчжэн Ху Яобан, тогдашний генеральный секретарь Коммунистической партии Китая, был назначен Дэн Сяопином ответственным за реабилитацию жертв, которые подвергались преследованиям в так называемых «несправедливых, ложных, ошибочных случаях» (кит. 冤 假错案) со времён антиправой кампании 1957 года. В течение нескольких лет после 1978 года были реабилитированы жертвы более 3 миллионов таких случаев. Среди известных жертв были:
- Лю Шаоци, 2-й председатель Китайской Народной Республики, замученный до смерти во время Культурной революции.
- Пэн Дэхуай, один из десяти маршалов Китая[англ.] и первый министр национальной обороны, замученный до смерти во время Культурной революции.
- Хэ Лун, один из десяти маршалов Китая и вице-премьер Госсовета КНР[англ.], который был замучен до смерти во время Культурной революции.
- Си Чжунсюнь, вице-премьер Госсовета КНР и отец Си Цзиньпина.
- Бо Ибо, один из «восьмёрки бессмертных» и отец Бо Силая.
- Тао Чжу[англ.], член Посткома Политбюро ЦК КПК.

### Конституция Китая

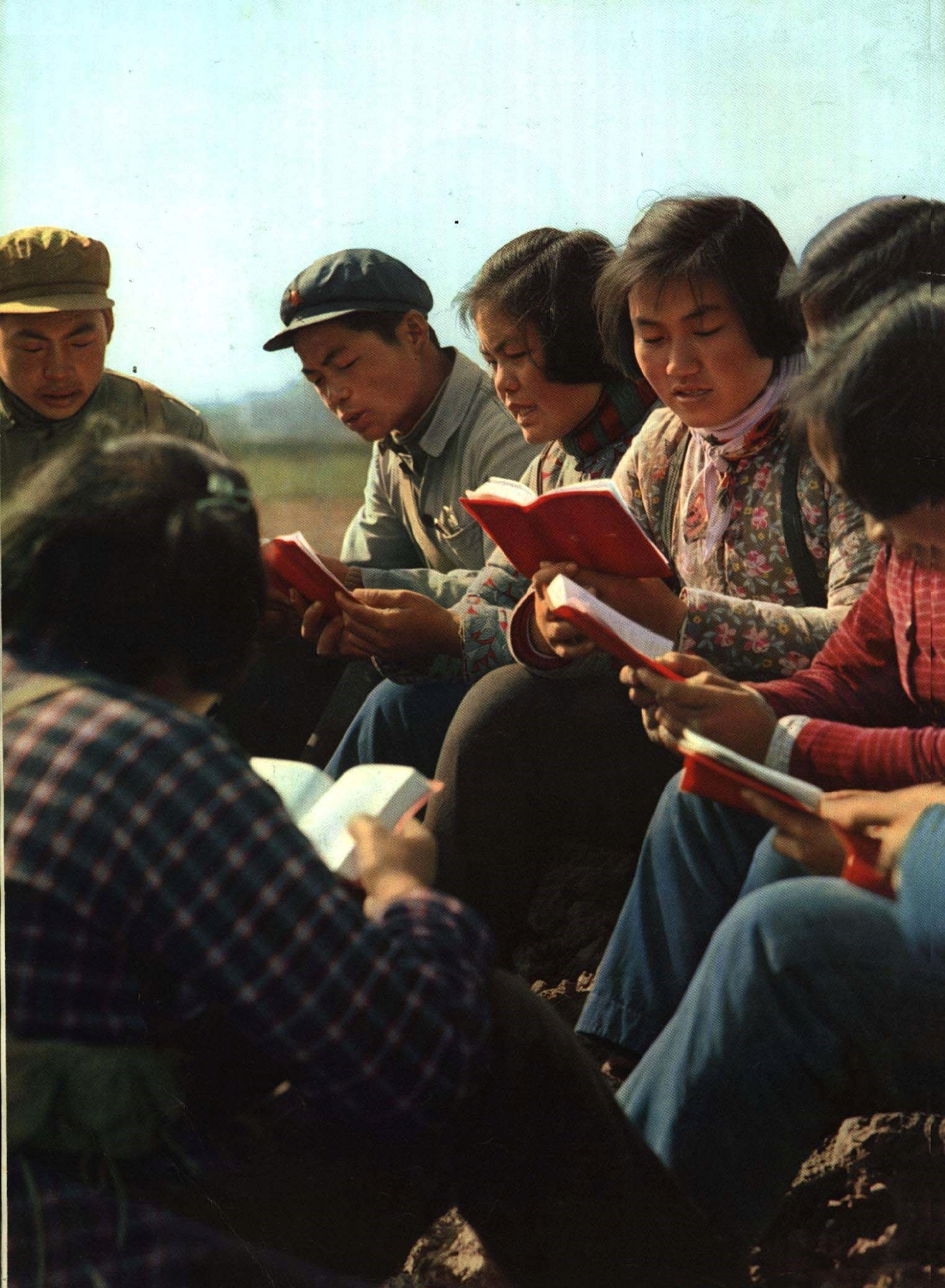
Во время культурной революции «Маленькая красная книжечка», в которой были записаны цитаты Мао Цзэдуна, была популярна, и культ личности Мао Цзэдуна достиг своего пика. В то время Конституция и верховенство закона в значительной степени игнорировались

Первая конституция Китая, известная как «Конституция 1954 года», вступила в силу в 1954 году. Однако в 1958 году Мао Цзэдун публично отстаивал «верховенство человека» над «верховенством закона», говоря:
Мы не можем управлять большинством людей, полагаясь на закон. Большинством людей [можно управлять только], полагаясь на культивирование [хороших] привычек. Опора армии на верховенство закона не сработала; что на самом деле сработало, так это конференция с участием 1400 человек. Кто мог бы вспомнить столько статей гражданского кодекса или уголовного закона? Я участвовал в разработке Конституции, и даже я не могу запомнить [её].
Во время Культурной революции Конституция Китая была пересмотрена в 1975 году, и в результате вторая конституция, известная как «Конституция 1975 года», вобрала в своё основное содержание маоизм и такие термины, как «абсолютное верховенство КПК». Конституция также содержала описание некоторых элементов партийной организации при том, что в ней отсутствовало упоминание таких должностей, как Председатель и Заместитель председателя Китайской Народной Республики.
После Культурной революции, в 1978 году, в соответствии с руководящими принципами книги Хуа Гофэна «Два абсолюта», была опубликована третья конституция (известная как «Конституция 1978 года»). Хотя некоторые выражения, связанные с культурной революцией, были исключены из Конституции 1978 года, большая часть содержания Конституции 1975 года осталась в новой конституции, например, «руководство КПК» в Китае.
Во время периода Болуань Фаньчжэн 18 августа 1980 года Дэн Сяопин выступил перед Всекитайским собранием народных представителей с важной речью под названием «О реформе системы партийного и государственного руководства» (кит. 党 和 国家 领导 制度 改革), в которой заявил, что Китаю необходимы политические реформы и систематический пересмотр Конституции. Дэн указал, что новая конституция должна быть способна защитить права китайских граждан и должна опираться на принцип разделения властей. Он также описал идею «коллективного руководства» и отстаивал принцип «один человек — один голос» среди высших руководителей, чтобы избежать диктатуры Генерального секретаря ЦК КПК. В декабре 1982 года 5-м съездом Всекитайского собрания народных представителей была принята четвёртая Конституция Китая (известная как «Конституция 1982 года»), в которой был реализован конституционализм в китайском стиле, большая часть её содержания остаётся в силе по сей день. В Конституции 1982 года:
- были исключены понятия Культурной революции, такие как «непрерывная революция[англ.] при диктатуре пролетариата»;
- было исключено описание организации Коммунистической партии Китая;
- было удалено положение о том, что «страной руководит Коммунистическая партия Китая», но затем восстановлено Си Цзиньпином в 2018 году[69];
- было добавлено положение «все государственные органы, вооружённые силы, все политические партии и общественные организации, а также все предприятия и организации должны соблюдать Конституцию и закон»[70];
- были восстановлены должности Председателя КНР и Заместителя председателя КНР с ограничением в два срока подряд и пятью годами на каждый срок, ограничения на сроки были сняты Си Цзиньпином в 2018 году[71][72].

## Наука и образование

### Учёные и интеллектуалы

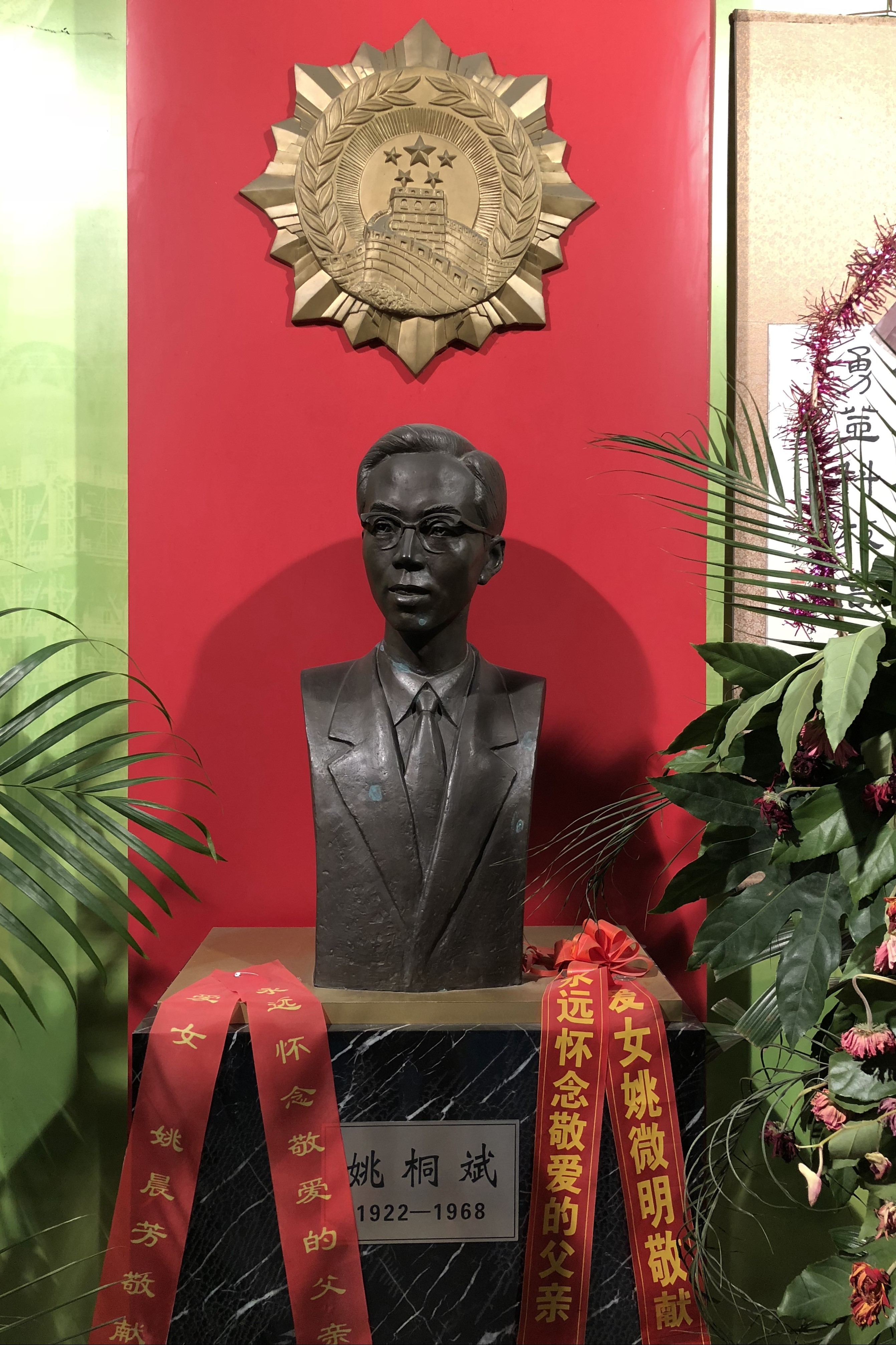
Яо Тунбинь, видный китайский учёный-ракетчик, который был забит до смерти во время Культурной революции, был объявлен «Мученик (политика)» (烈士) в период Болуань Фаньчжэн

Во время Культурной революции учёные и интеллектуалы именовались «вонючей старой девяткой» и подвергались массовым преследованиям. Среди известных академиков, учёных и педагогов, погибших в результате Культурной революции, были Сюн Цинлай, Цзянь Боцзань, Лао Шэ, Тянь Хань, Фу Лэй, У Хань, Жао Ютай, У Динлян, Яо Тунбинь и Чжао Цзючжан. По состоянию на 1968 год из 171 старшего члена Китайской академии наук в Пекине 131 подвергался преследованиям, а среди всех членов академии по всей стране 229 были замучены до смерти. По состоянию на сентябрь 1971 года более 4000 сотрудников ядерного центра Китая в Цинхае подверглись преследованиям: из них 40 покончили жизнь самоубийством, пятеро были казнены и 310 остались инвалидами.
В период Болуань Фаньчжэн сам Дэн Сяопин отвечал за реабилитацию учёных и интеллектуалов, которые подвергались преследованиям во время Культурной революции. В марте 1978 года Дэн подчеркнул на Национальной научной конференции, что интеллектуалы являются частью рабочего класса, и что в основе модернизации лежит модернизация науки и технологий. Позже он также подчёркивал, что знания и талантливых людей необходимо уважать, тогда как неправильным мыслям, таким как неуважение к интеллектуалам, необходимо противостоять. Одно из примечательных заявлений Дэна заключалось в том, что «наука и технология являются основными производительными силами».
Во время периода Болуань Фаньчжэн возникли новые жанры литературы, в том числе «литература шрамов» (кит. 伤痕文学), «литература созерцания» (кит. 反思 文学) и «литература реформ» (кит. 改革 文学).

### Образовательная система
Система образования Китая практически остановилась во время Культурной революции. В первые месяцы Культурной революции школы и университеты были закрыты. Позднее начальные и средние школы открылись снова, но все колледжи и университеты были закрыты до 1970 года, а большинство университетов открылось только в 1972 году. Вступительные экзамены в университеты были отменены после 1966 года, а позже их заменила система, при которой студентов рекомендовали фабрики, деревни и воинские части. Были заброшены ценности, которым учат в традиционном образовании. В 1968 году Коммунистическая партия начала кампанию «Ввысь в горы, вниз в сёла», в рамках которой «образованную молодёжь» из городских районов (кит. 知識青年) отправляли жить и работать в сельские районы, чтобы крестьяне перевоспитали их и они лучше поняли роль крестьянского труда в китайском обществе.
В 1977 году Дэн Сяопин восстановил вступительный экзамен в университет (гаокао) после десятилетнего перерыва, восстановил систему высшего образования в Китае и изменил жизнь десятков миллионов людей. Дэн рассматривал науку и образование как основу для «четырёх модернизаций» Китая. В период Болуань Фаньчжэн было предложено ввести систему обязательного образования, и при поддержке Дэна и других обязательное образование было записано в Конституцию 1982 года, в 1986 году в Китае в соответствии с Законом об обязательном девятилетнем образовании было введено девятилетнее обязательное образование. В 1985 году по рекомендации тогдашнего премьер-министра Китая Чжао Цзыяна Всекитайское собрание народных представителей объявило 10 сентября ежегодным Национальным днём учителя.
Известный китайско-американский математик Черн Шиинг-Шен однажды предложил Дэну повысить базовую зарплату профессоров в материковом Китае, увеличив их ежемесячные выплаты на 100 юаней, и вскоре это предложение было одобрено Дэном.

## Дискуссии

### Взгляды на Мао Цзэдуна

Сохранение образа Мао Цзэдуна на площади Тяньаньмэнь было одним из главных споров после Культурной революции

Программа Болуань Фаньчжэн, запущенная Дэн Сяопином, имела в себе ограничения, такие как включение «Четырёх основных принципов» в Конституцию 1982 года, которые запрещали китайским гражданам бросать вызов социалистическому пути Китая, маоизму, марксизму-ленинизму, а также руководству Коммунистической партии.
Возведение мавзолея Мао Цзэдуна на площади Тяньаньмэнь и сохранение изображения Мао на площади Тяньаньмэнь также были предметом споров. Более того, некоторые учёные отмечали, что сам Дэн демонстрировал личные ограничения в оценке Мао и тоталитаризма. Это можно было увидеть, например, когда Дэн настаивал на том, что среди всего того, что Мао сделал китайскому народу, «70% было хорошим, а 30 % — плохим», приписывая многие бедствия Культурной революции Линь Бяо и банде четырёх.
После своей смерти Мао считался неоднозначной фигурой во всём мире. В конце 1970-х годов политические диссиденты, такие как Вэй Цзиншэн, организовали в Пекине движение «Стена демократии», критикуя Мао, маоизм и однопартийное государство в Китае, одновременно требуя демократии и свободы. Однако инициативы Вэя в конечном итоге были подавлены Дэном.

### Ограниченная либерализация и однопартийное государство
В период Болуань Фаньчжэн, а также в последующий период реформ и открытости Дэн Сяопин, с одной стороны, подчёркивал важность «освобождения разума», а с другой стороны, неоднократно предупреждал об угрозе так называемой «буржуазной либерализации». Кроме того, десятки людей, таких как Чжан Боцзюнь и Ло Лунцзи, которые подвергались преследованиям во время антиправой кампании, не были реабилитированы, при этом Дэн сыграл важную роль в проведении кампании в 1950-х годах.
В 1983 году была начата «кампания по борьбе с духовным загрязнением», в конце 1986 года за ней последовала «кампания по борьбе с буржуазной либерализацией». Обе кампании возглавляли левые политики, которые получили некоторую поддержку со стороны Дэна, но обе кампании в конечном итоге были отменены из-за вмешательства Ху Яобана и Чжао Цзыяна, которые считались союзниками Дэна и были ведущими реформаторами внутри КПК.
После Культурной революции Центральный комитет КПК не смог систематически «вычистить» элементы, связанные с революцией, внутри китайского общества, но в то же время запретил всесторонние размышления и обзоры этого периода истории на общественном уровне. Некоторые исследователи и наблюдатели утверждали, что основная причина, по которой КПК ограничивает общественное обсуждение, заключается в том, что всесторонний анализ Культурной революции поставит под угрозу легитимность КПК как правящей партии в Китае. Другие отмечали, что хотя Дэн и другие высокопоставленные должностные лица КПК признали, что партия совершала множество ошибок в прошлом, они всё же охраняли однопартийную систему КПК в Китае.

### Споры о правовой ответственности

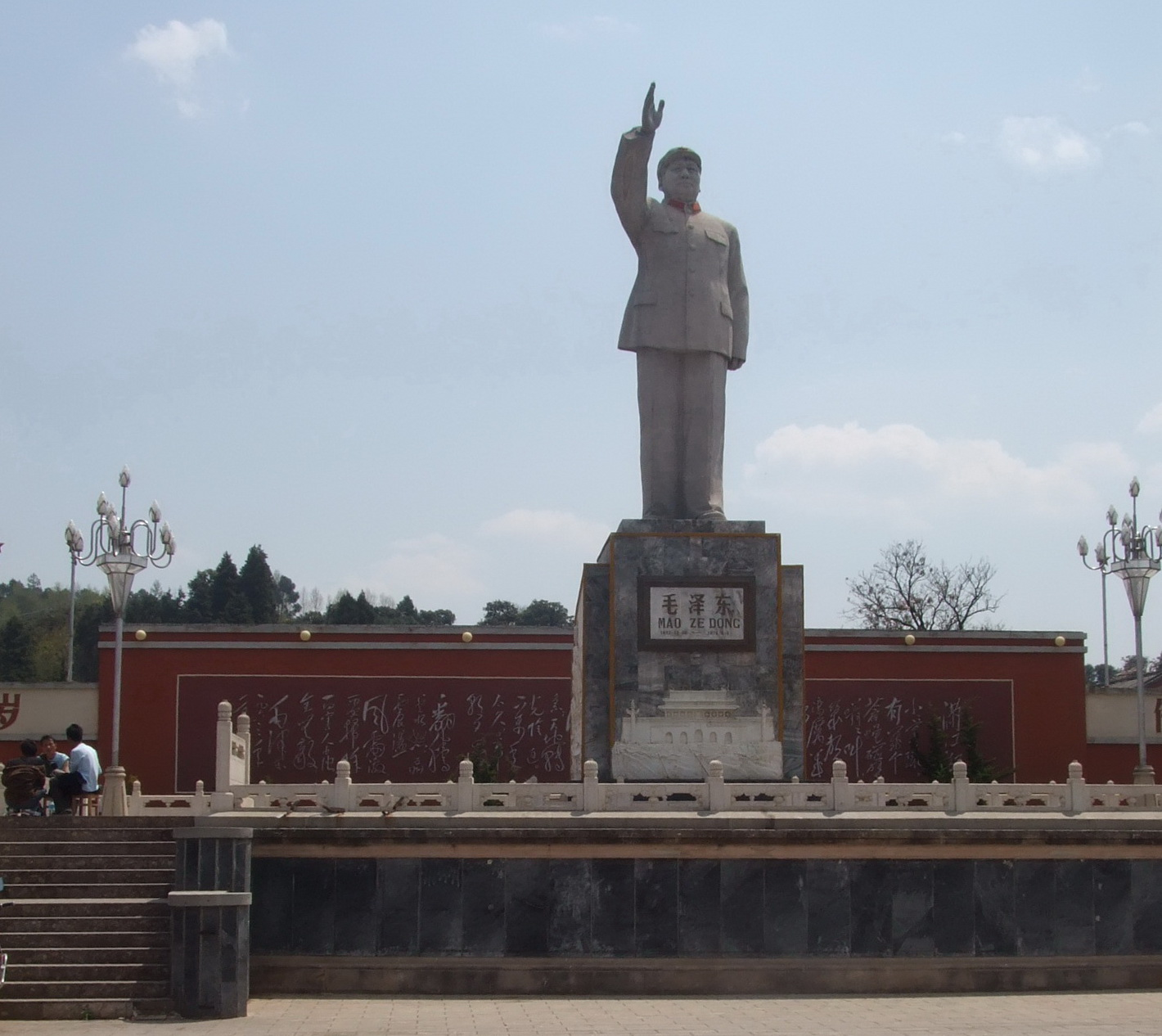
Статуи Мао Цзэдуна, построенные во время Культурной революции, до сих пор можно увидеть в различных местах материкового Китая. На снимке изображена одна такая статуя в провинции Юньнань, где десятки тысяч человек погибли в результате Массовые убийства в Юньнани во время Культурной революции

Во время Культурной революции в материковом Китае происходили массовые убийства. Однако в период Болуань Фаньчжэн многие руководители и исполнители этих массовых убийств либо получили незначительное наказание (например, их исключили из КПК), либо вообще не получили наказания, что вызвало общественное возмущение. Родственники некоторых жертв массовых убийств лично посещали Пекин, требуя справедливости.
- В ходе резни в Гуанси[англ.], согласно официальным расследованиям, было убито от 100 тысяч до 150 тысяч человек, имел место массовый каннибализм[106]. Однако люди, принимавшие участие в резне или каннибализме, не понесли никакого наказания или наказания были относительно незначительными — до 14 лет лишения свободы[107][108].
- Во время инцидента во Внутренней Монголии[англ.] было убито от 20 до 100 тысяч человек, но Тэн Хайцин[кит.], руководитель, отвечавший за эту массовую чистку, вообще не подвергся судебному преследованию или наказанию, потому что партийное руководство считало необходимым учесть его прошлые заслуги.
- В ходе резни в Даосяни[англ.] в провинции Хунань было убито 9 093 человека. Однако было наказано лишь небольшое количество виновников, и ни один из них не был приговорён к смертной казни[109]. Несколько руководителей резни были либо исключены из КПК, либо получили различные сроки заключения. В уезде Дао, эпицентре резни, только 11 человек были привлечены к уголовной ответственности и получили до 10 лет лишения свободы[109].

### Запрет на музеи Культурной революции
В 1980-х годах известные учёные, такие как Ба Цзинь, призвали китайское общество построить «музеи Культурной революции», чтобы будущие поколения могли извлечь уроки из этого исторического периода и предотвратить его повторение. Предложение получило поддержку многих граждан Китая, но инициатива не была реализована. Напротив, Ба Цзинь подвергся личным нападкам во время «Кампании по борьбе с духовным загрязнением» и «Кампании против буржуазной либерализации», начатых левыми консерваторами в 1980-х годах.
В 1996 году местная администрация Шаньтоу, провинция Гуандун, решило построить первый музей Культурной революции в материковом Китае, Шаньтоуский музей Культурной революции, который был открыт для публики в 2005 году. Однако музей был вынужден закрыться в 2016 году в период правления Си Цзиньпина.